# Песчанка (Старополтавский район)
Песчанка — село в Старополтавском районе Волгоградской области России, в составе Новополтавского сельского поселения. Село расположено на правом берегу реки Еруслан в 6 км восточнее села Новая Полтавка.
Население — 146 (2010)

## История
Основано как хутор Песчаный. По состоянию на 1890 год хутор относился к Новоузенскому уезду Самарской губернии. Согласно Списку населенных мест Самарской губернии, составленному в 1900 году, выселок Песчанка (села Новая Полтавка Старополтавской волости) населяли бывшие государственные крестьяне, малороссы, православные. По итогам переписи 1897 года на выселке проживало 222 мужчины и 212 женщин. После образования АССР немцев Поволжья населённый пункт включён в состав Старополтавского кантона. Согласно переписи населения 1926 года в селе насчитывалось 110 домохозяйств, из них немецкий только одно.
28 августа 1941 года был издан Указ Президиума ВС СССР о переселении немцев, проживающих в районах Поволжья. Немецкое население АССР немцев Поволжья депортировано. Село в составе Старополтавского района отошло к Сталинградской области (с 1961 года - Волгоградской). В 1954 году Ново-Полтавский и Песчанский сельсоветы были объединены в один Ново-Полтавский сельский совет (центр – село Новая Полтавка).

## Население
| Годы      | 1897 | 1926 | 1987 | 2002 |
| --------- | ---- | ---- | ---- | ---- |
| Население | 434  | 486  | ≈140 | 177  |

| 2010 |
| ---- |
| 146  |

## Известные жители и уроженцы
Григорий Ильич Крайнов (род. 8 июля 1935) — передовик советского сельского хозяйства, тракторист колхоза «Луч Октября» Новоузенского района Саратовской области, Герой Социалистического Труда (1971).